# Katarzyna Chryczyk
Katarzyna Chryczyk (ur. 30 maja 1995) – polska lekkoatletka specjalizująca się w biegach średniodystansowych.

## Kariera
Srebrna medalistka Halowych Mistrzostw Polski Seniorów w Lekkoatletyce w biegu na 1500 metrów (Toruń 2020). Ma też w swoim dorobku seniorskie i młodzieżowe medale sztafet mieszanych.